# 兵は凶器なり
兵は凶器なり（へいはきょうきなり）は、古代中国からの言葉。

## 概要
武器というのは人を殺傷する不吉な道具というものである。このことから武器というものは軽率には使用してはならないということを意味する。戦争というのは人々を傷付けるのみの悪であるということを意味する。与謝野晶子は、日本の記念式典で祝砲を用いて祝っているというのは、兵は凶器なりという東洋の道徳を忘れていると批判する。

### 由来
この言葉は国語 (歴史書)に出てくる話が由来である。そこでは春秋時代の中国では越の王である勾践は、呉の王である夫差が戦争の準備を整えているという噂を聞く。このため勾践は先制攻撃を企てる。これに対して勾践の忠臣であった范蠡は勾践を諌める。この諌めるときに用いていた言葉というのが兵は凶器なりであった。そして戦争をするのは最後の手段であると忠告していた。だが勾践は、勾践のこの忠告に反して夫差に戦争を仕掛けて敗北した。